# Pyrinia fulvata
Pyrinia fulvata es una especie de polilla de la familia Geometridae. La especie fue descrita por primera vez por William Warren habiendo sido descrita en 1894, con distribución en América del Sur.

## Descripción
Es una polilla mediana con una envergadura de 26 milímetros (1 plg). Las alas anteriores son de color fulvo oscuro, más profundo hacia el margen posterior. La costa del ala se ve salpicada de marrón oscuro y ocre pálido.: Notas 1  Las alas posteriores cuentan con la costa y la base del ala de color fulvo más pálido y una línea central recta y brillante. La cabeza, tórax y abdomen son todos de color ceniza. La parte inferior del ala anterior es de color amarillo opaco profundo, moteado de fulvo oscuro. La parte inferior de las alas posteriores cuentan con dos fascias centrales rectas y estrechas. El fleco de las alas anteriores es marrón oscuro, el de las alas posteriores color ceniza.